# 本名陽子
本名陽子（日语：／ Honna Yōko，1979年1月7日—）是日本女性聲優，remax所屬。埼玉縣草加市出身。
代表作品有《心之谷》的月島雫、《光之美少女》的美墨渚、《機動戰士GUNDAM 00》的等。

## 人物
童星出身，以特攝作品方面的演出比較多。聲優工作方面，又以韓流作品、外國電影及電視配音為主。
4歲時加入劇團日本兒童。到中学畢業時，已參與過電視節目、劇集、廣告約180個。
1991年，仍是中學生的本名陽子，第一次參與聲優工作，在吉卜力工作室作品《歲月的童話》中，為主人公的少女期配音。1995年，在《心之谷》中擔任的主演，並演唱主題歌《鄉村路》，這單曲在Oricon銷量榜中，最高得到第22位、銷量約20萬枚。
2014年7月宣佈結婚。

## 出演作品
- 粗體字為主要角色

### 電視動畫
1993年
- 蠟筆小新（ゆきこ）

2000年
- 哈姆太郎（ミユキ）

2004年
- 光之美少女（美墨渚/黑天使）
- 阿嘉莎‧克莉絲蒂的名偵探白羅與瑪波（珍）

2005年
- 光之美少女 Max Heart（美墨渚/黑天使）
- 英國戀物語艾瑪系列（莎拉、安妮）
- 玻璃假面（平成版）（澤渡美奈）
- CLUSTER EDGE（リナ）
- 幸運女神（エクス）

2006年
- 戀愛天使安琪莉可～心甦醒之時（安琦·莎卡祈）
- .hack//Roots（アスタ）
- ×××HOLiC（凛）
- RAY THE ANIMATION（美里）

2007年
- 機動戰士GUNDAM 00（皇·李·諾瑞加）
  - 機動戰士GUNDAM 00第二季（皇·李·諾瑞加）
- 戀愛天使安琪莉可～光輝的明天（安琦·莎卡祈）
- 結界師（麗莎）

2008年
- 野良耳（メリィー）

2009年
- 武裝機甲（森次百合子）

2010年
- 花圈圈幼稚園（櫻）
- 魔法禁書目錄 II（瓦希莉莎）

2012年
- 名侦探柯南（甲斐谷貴和子）

2013年
- 八犬傳－東方八犬異聞－（莉莉絲）
- 紙箱戰機WARS（凱瑟琳·露絲）
- 黑色嘉年華（伊娃）

2014年
- Happiness Charge 光之美少女！（美墨渚/黑天使）

2015年
- 金田一少年之事件簿R 第2期（白樹紅音）

2016年
- 宇宙巡警露露子（拉拉子·God Speed）

2017年
- 鬼燈的冷徹 第貳期（五官王）

2018年
- 刀劍神域 Alicization（謎之聲）
- HUG！光之美少女（美墨渚/黑天使）第21~22集、第36~37集

2019年
- 魔法禁書目錄 III（瓦希莉莎）
- 名侦探柯南（加贺见忍）

2020年
- 聆聽者（溫蒂[2]）

2022年
- 平家物語（藤原経子）

2023年
- 希望之力～成年光之美少女'23～（美墨渚／黑天使[3]）
- D4DJ All Mix（愛本鈴玖之母）

### OVA
2004年
- 飛越顛峰2（ニャーン・ヌォク・チャム）

2007年
- （吉野杏里）

### 劇場版動畫
1991年
- 兒時的點點滴滴（（岡島妙子）（小學5年時））

1995年
- 心之谷（月島雫）

2003年
- 貓的報恩（千夏）

2005年
- 劇場版光之美少女 Max Heart（美墨渚/黑天使）
- 劇場版光之美少女 Max Heart 2 雪空的朋友（美墨渚/黑天使）

2009年
- 光之美少女 All Stars DX 大家都是朋友☆奇蹟的全員大集合！（美墨渚/黑天使）

2010年
- 光之美少女 All Stars DX2 希望之光☆守护彩虹宝石（美墨渚/黑天使）
- 劇場版 機動戰士GUNDAM00 -A wakening of the Trailblazer-（皇·李·諾瑞加）

2011年
- 光之美少女 All Stars DX3 传达到未来！连结世界☆彩虹之花！（美墨渚/黑天使）

2013年
- 光之美少女 All Stars New Stage2 心之朋友（美墨渚/黑天使）

2014年
- 光之美少女 All Stars New Stage3 永远的朋友（美墨渚/黑天使）

2018年
- HUG！光之美少女♡光之美少女 All Stars Memories（美墨渚/黑天使）

2019年
- 光之美少女 Miracle Universe（美墨渚／黑天使）

2023年
- 光之美少女 All Stars F（美墨渚／黑天使）

### 遊戲
- 忌火起草（早瀬愛美）
- （吉野杏里）
- C-1 Battle（ロロ）
- .hack//G.U.（アスタ）
- （房宿）

### 国外动画配音
- 成龍歷險記（成小玉）
- Atomic Betty(超飆寶貝或原子貝蒂，明珠台譯《原子能少女》) (Atomic Betty)
- Super Robot Monkey Team Hyperforce Go! （Nova）
- Yin Yang Yo!（Yang）

### 國外影集配音
- 三國 (電視劇)（貂蟬、幼年孫權）

## 音樂作品

### 單曲
- 鄉村路：1995年6月25日
- 未來之門：1996年6月5日

### 原創專輯
- friends～～：1996年7月22日

### 迷你專輯
- true self：2008年8月27日
- Fiore：2009年6月24日

## 外部連結
- 本名陽子個人網頁 （页面存档备份，存于）
- 本名陽子BLOG （页面存档备份，存于）／twitter微博 （页面存档备份，存于）